# 內埔庄役場
內埔庄役場位於今臺灣臺中市后里區，是日治時期臺中州豐原郡內埔庄的行政機關，現依舊做為行政機關－后里區公所使用。2001年6月13日公告為臺中縣縣定古蹟，隨著臺中縣升格直轄市後改為直轄市定古蹟。該建築完成後曾歷經墩仔腳大地震與九二一大地震兩場重創臺灣中部的地震，但建築結構大致無恙，而在該建築後方的廣場，立有「大震災內埔庄殉難者追悼碑」。

## 沿革
內埔庄役場於大正九年（1920年）成立，新役場建築在昭和九年（1934年）2月完工後遷至現址。而在一年多後，昭和十年（1935年）4月21日發生大地震，舊名「墩仔腳」的內埔庄遭到重創，當時全庄除了庄役場之外幾乎夷為平地，而內埔庄役場在當年便完成災區清理重建，並配合同年10月10日到11月28日的始政四十週年紀念臺灣博覽會慶祝活動與11月的內埔庄協議會議員選舉的相關事宜。而為了追悼亡者，該庄立有「大震災內埔庄殉難者追悼碑」。
二次大戰後，因原本臺中州與高雄州都有內埔庄（戰後改為內埔鄉），民國四十四年（1955年）地名由內埔鄉改為后里鄉（高雄州內埔庄即為今屏東縣內埔鄉），庄役場改為鄉公所，之後由於2010年行政區劃改制而變為后里區公所。

## 建築
內埔庄役場的外牆貼有「十三溝」面磚和仿石材面磚，正門前廊立有四根巨大方座圓身的大柱來增添官廳威嚴，屋頂則為四坡水的形式，役場四周則以矮牆與短門墩標示廳舍範圍，凸顯主體建築的氣勢與作為地標的功能。
此外內埔庄役場除了主建築之外，尚有木造的庄役場文庫（圖書室）、日治時期留下來的防空洞、倉庫、磚砌焚化爐，此外附近立有「大震災內埔庄殉難者追悼碑」。

## 圖片

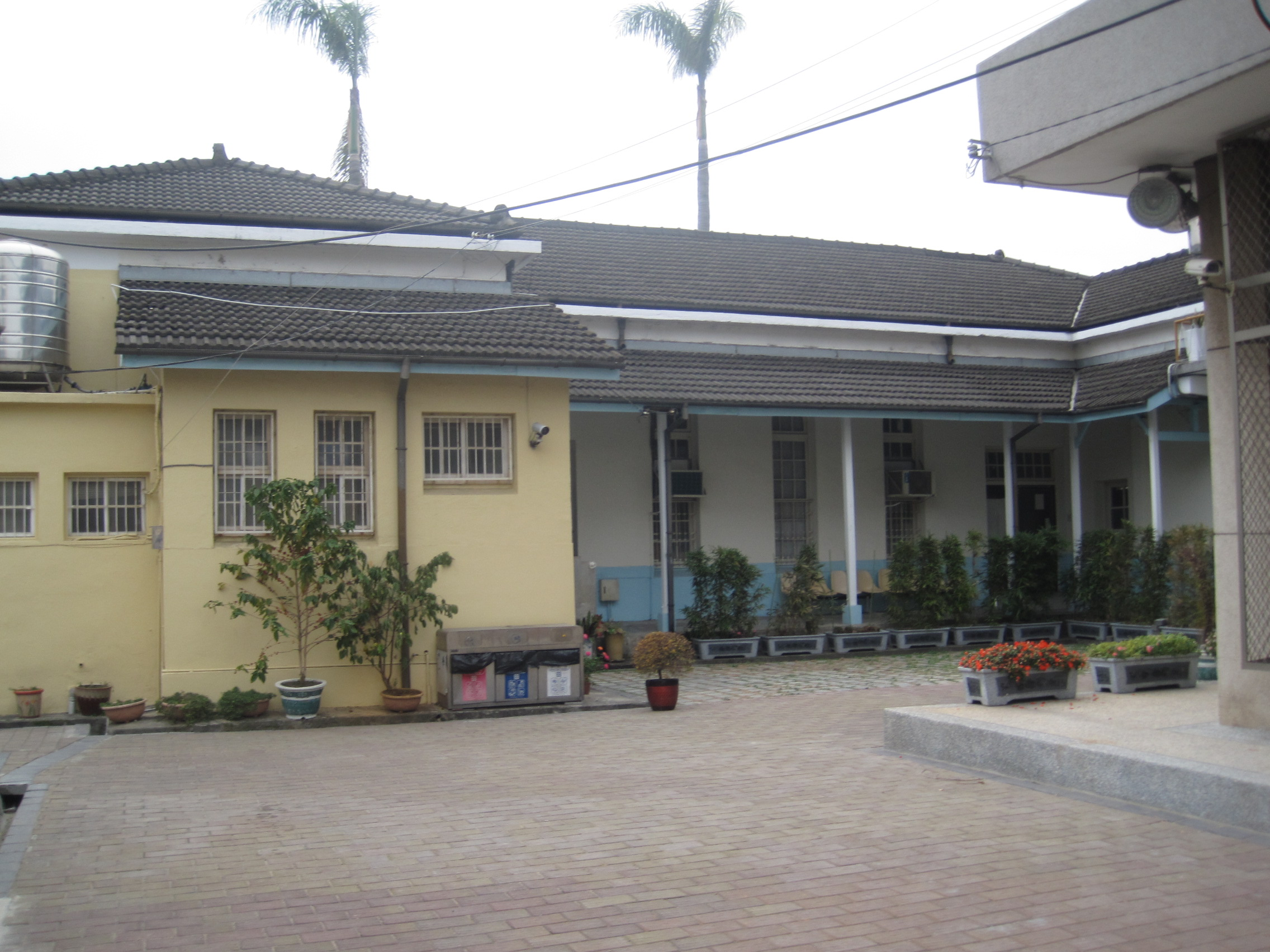
內埔庄役場背面
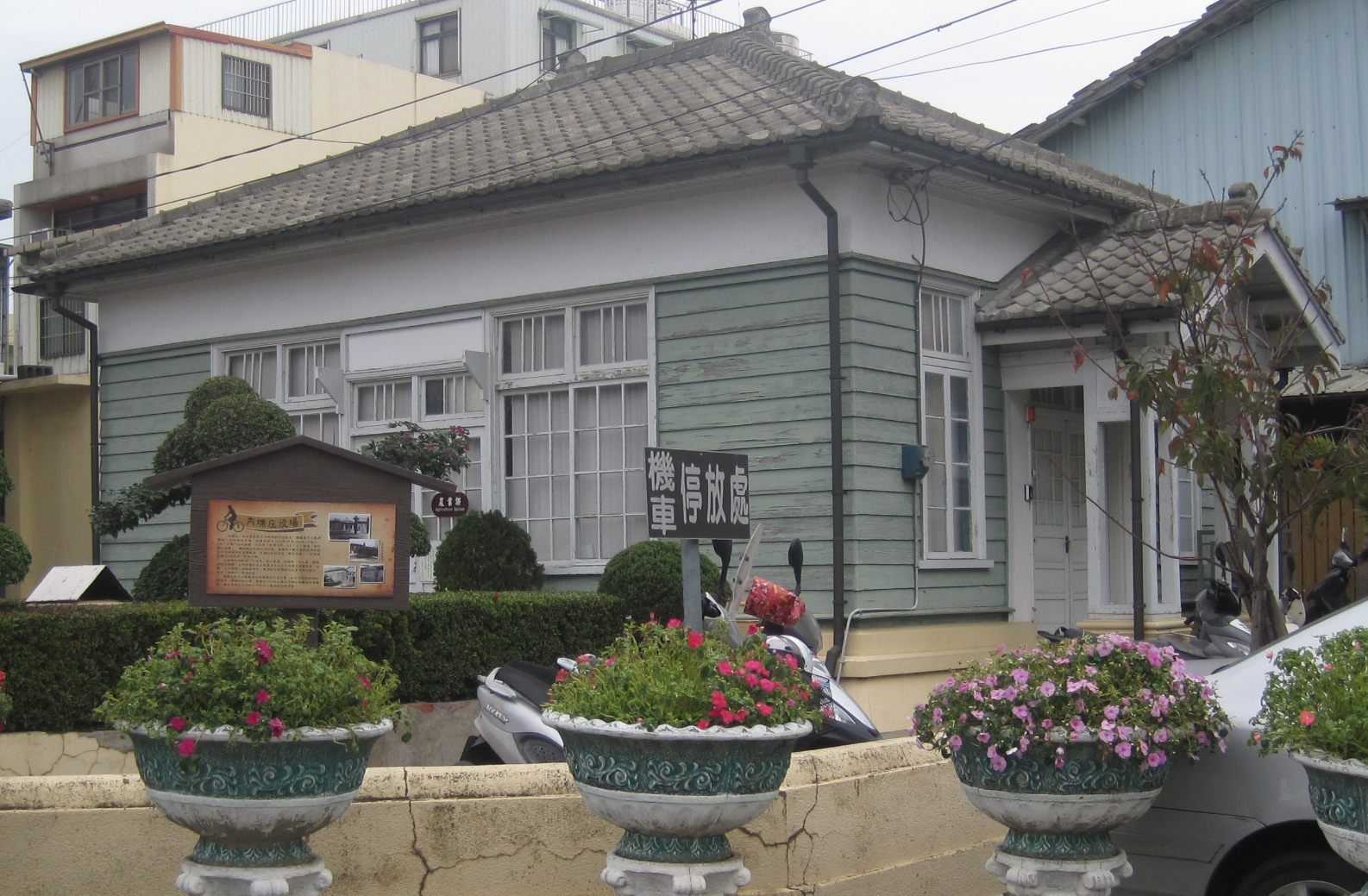
庄役場文庫
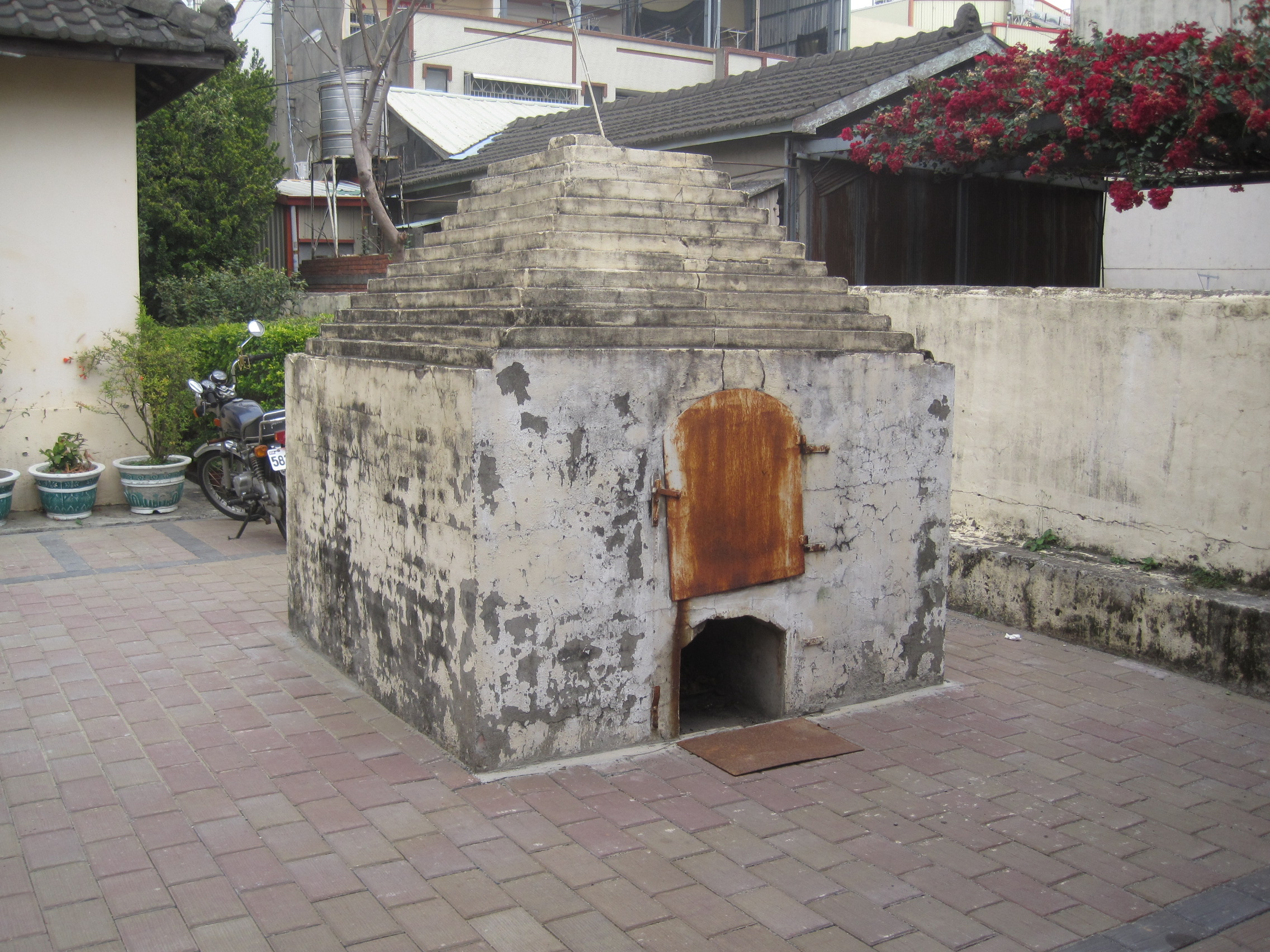
磚砌焚化爐
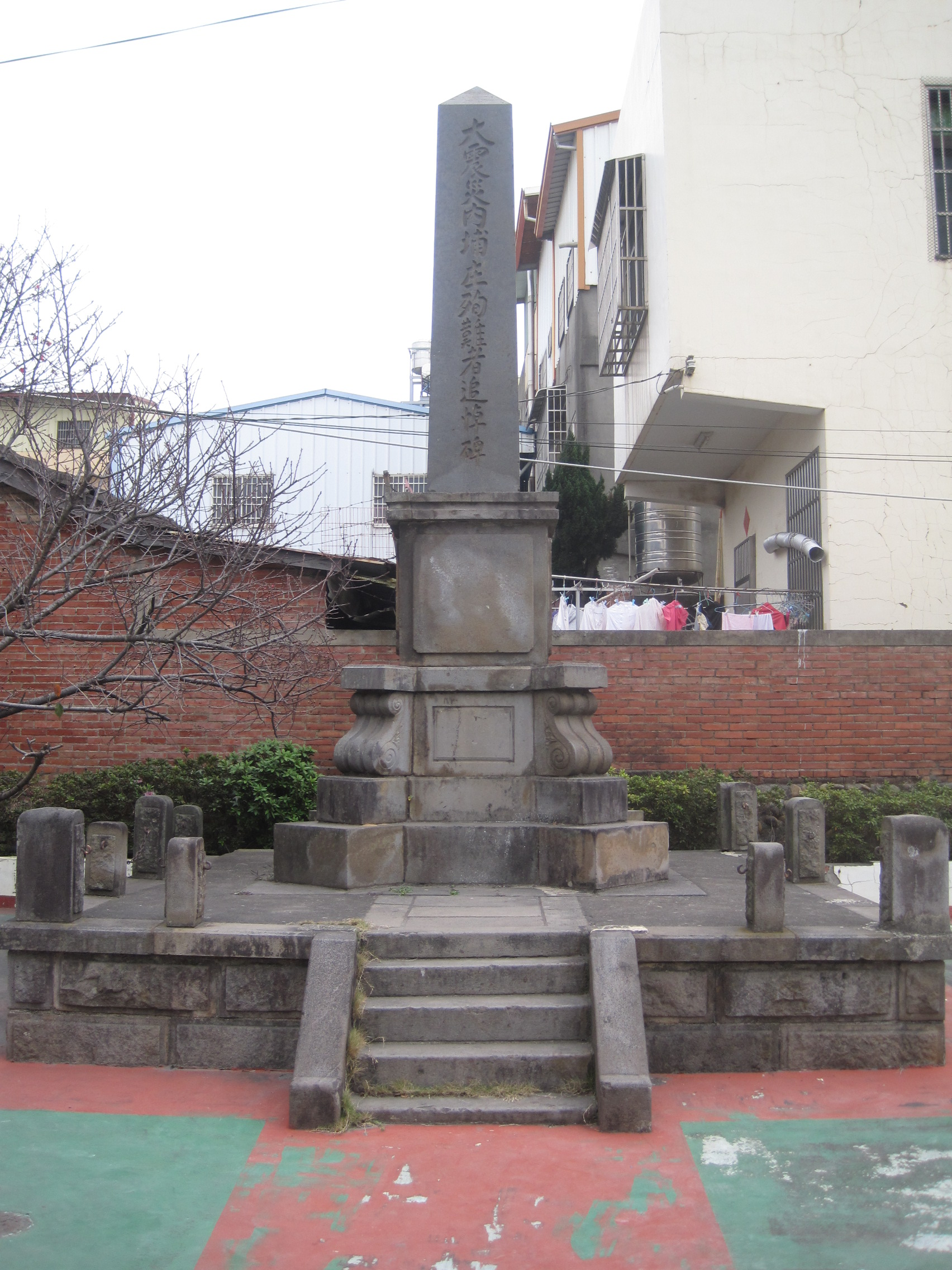
大震災內埔庄殉難者追悼碑

## 交通
臺中市公車（站名：后里區公所）
- 豐原客運：92、211、212、213、215、225、226
- 中台灣客運：155